# Halominniza taitii
Halominniza taitii är en spindeldjursart som beskrevs av Volker Mahnert 2007. Halominniza taitii ingår i släktet Halominniza och familjen Olpiidae. Inga underarter finns listade i Catalogue of Life.